# Blauwbuikgranaatastrild
De blauwbuikgranaatastrild ( Granatina ianthinogaster synoniem: Uraeginthus ianthinogaster) is een vogel uit de familie van de prachtvinken (Estrildidae).

## Verspreiding en leefgebied
Deze soort komt voor in Afrika bezuiden de Sahara.